# Bartholomeus Bruyn de Oude

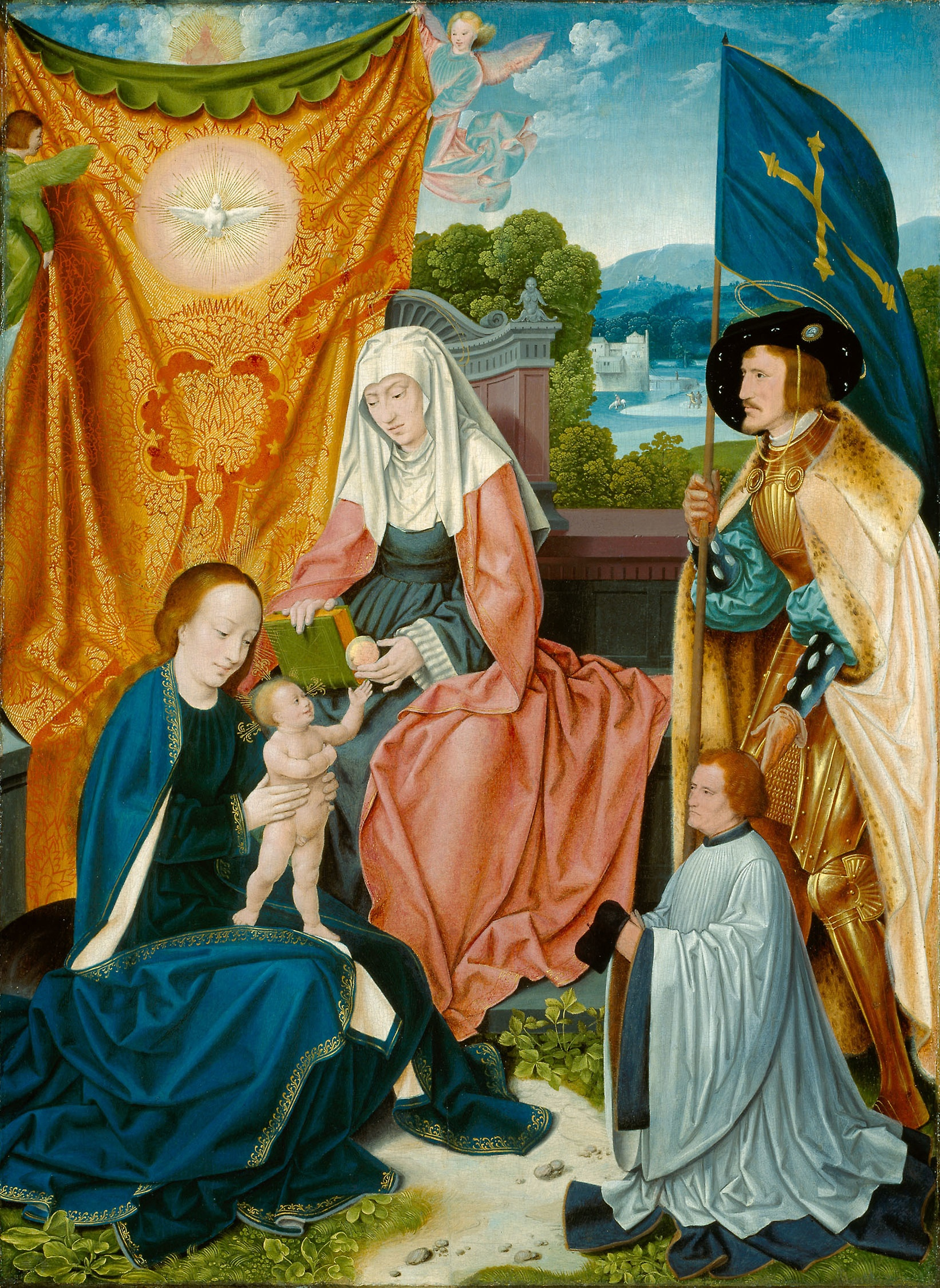
Maagd en kind met Sint-Anna, de heilige Gereon van Keulen en een gever, circa 1520 (Art Institute of Chicago)

Bartholomeus Bruyn de Oude (regio Nederrijn, ca. 1493 – Keulen, april 1555) was een Duits kunstschilder. Hij schilderde altaarstukken en was in zijn tijd de belangrijkste portretschilder van Keulen.
Hij was waarschijnlijk een zoon van een schilder Bruyn, die in 1490 in Haarlem werkte.
Zijn opleiding ontving Barthel Bruyn van zijn zwager Jan Joest van Calcar, en hij werkte tussen 1505 en 1508 met hem mee aan het hoogaltaar in de Sint-Nicolaaskerk te Kalkar. Tijdens zijn opleiding raakte hij bevriend met de kunstschilder Joos van Cleve, een medewerker van Joest, die een blijvende invloed op zijn schilderstijl zou hebben. Mogelijk heeft Bruyn met Jan Joest in Haarlem en Werden samengewerkt, voor hij zich in 1512 in Keulen vestigde. Hij werkte daar kortstondig in de werkplaats van een kunstenaar, die nu bekend staat als de Meester van de heilige Severinus.
Zijn schilderijen zijn niet gesigneerd. Twee altaarstukken zijn gedocumenteerd en daarom toe te schrijven aan Bruyn. Panelen van het altaarstuk voor de Dom van Essen (1522–1525), voorstellende Christus geboorte en de aanbidding door de wijzen en Christus kruisiging en de bewening, en een altaarstuk voor de Dom van Xanten (1529–1534), met taferelen uit het leven van de heiligen Victor en Helena, zijn hoogtepunten uit zijn oeuvre. Rond 1525/1528 begon Bruyns religieuze werk invloeden van Italiaanse kunst en van de verluchtiging van Nederlandse tijdgenoten als Jan van Scorel en Maarten van Heemskerck te vertonen. 

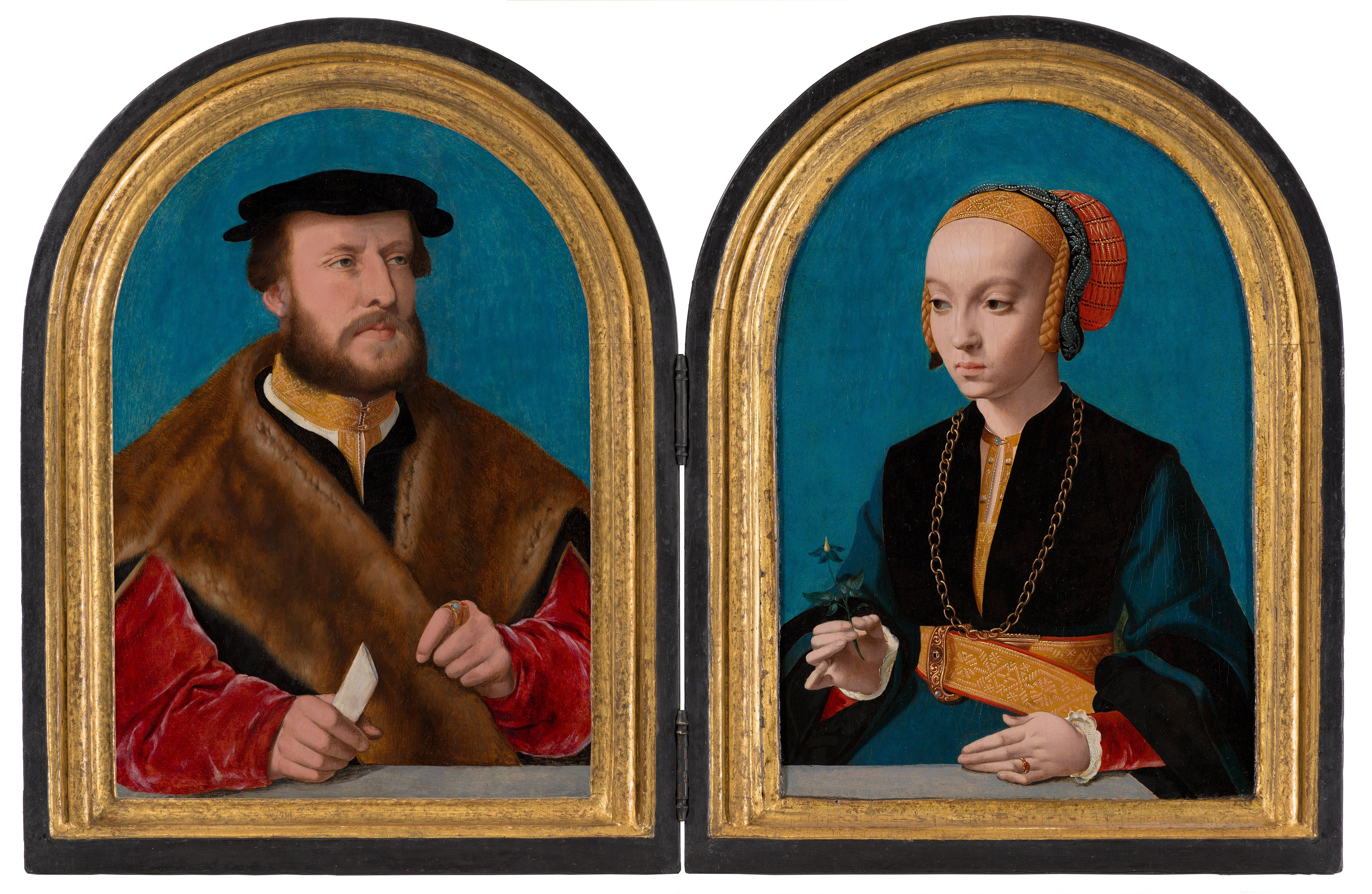
Jacob Omphalius en zijn verloofde Elisabeth Bellinghausen, 1539. (Mauritshuis)

De nalatenschap van Bruyn in Keulen was aanzienlijk  – hij werd de vooraanstaande schilder van de stad. Een groot aantal invloedrijke personen liet zich door hem portretteren. Zij portretten zijn niet gesigneerd maar kunnen aan hem worden toegeschreven op basis van stilistische overeenkomsten met de altaarstukken van Essen en Xanten.  Bruyn kreeg weinig opdrachten voor individuele portretten – zijn productie bestond vooral uit tweeluiken met ten halven lijve verlovings- en huwelijksportretten. De portretten  onderscheiden zich door de realistische uitwerking van gelaatstrekken en handen, het gebruik van levendige kleuren, en de minutieuze aandacht voor de weergave van kleding en accessoires.

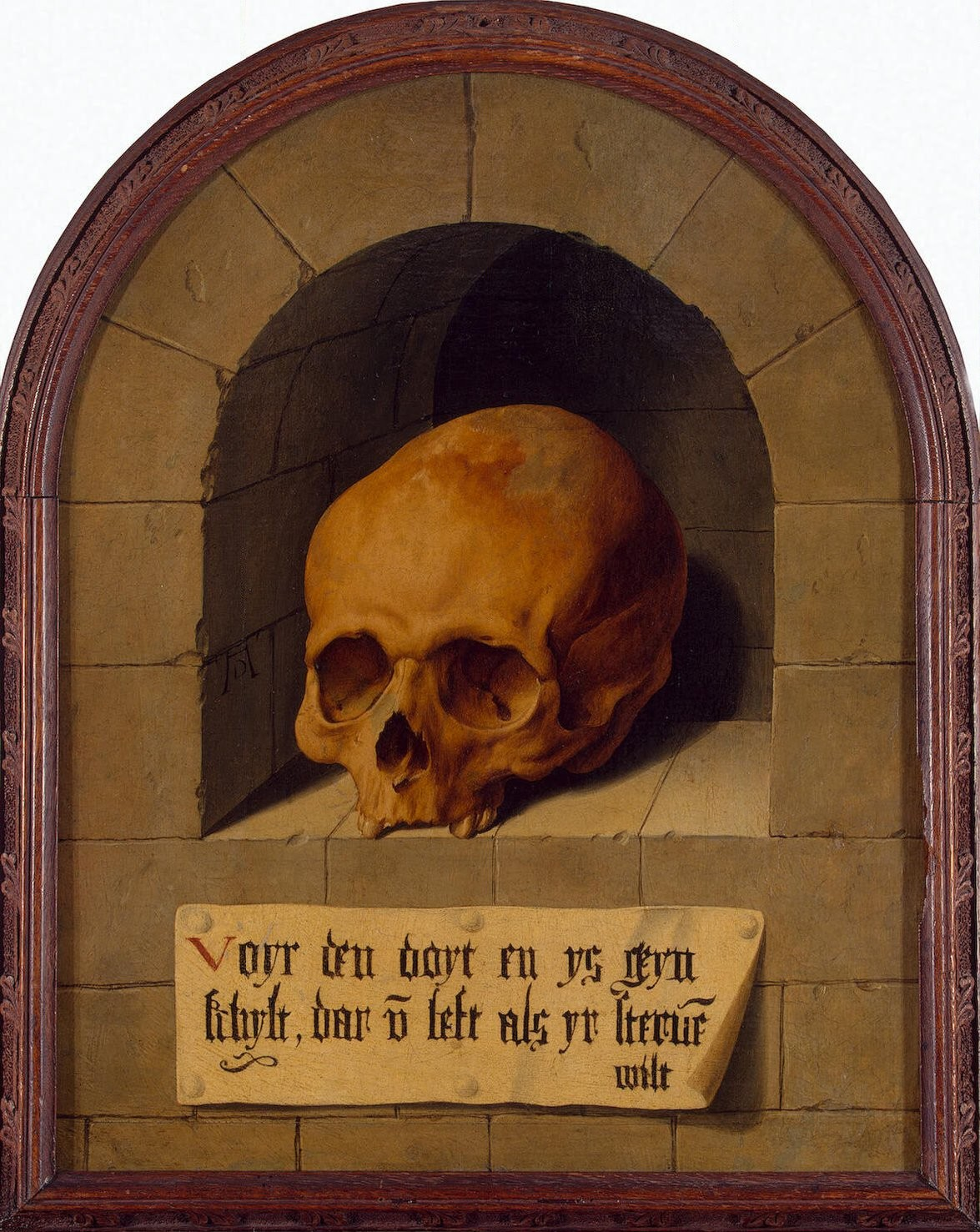
Memento mori: "Voor de dood is geen schild, daarom leef zoals je sterven wilt", 1530-1545. (Hermitage)

Hij schilderde vaak memento mori op de achterzijde van deze portretten, als herinneringen aan de kortstondigheid van het leven. Hij haalde dat idee uit de Nederlandse kunst, waar dat in de vijftiende eeuw werd toegepast.
Ergens tussen 1515 en 1520 trouwde hij met Agnes, waarschijnlijk een dochter van Jan Joest. Hun twee zonen, Arnt en Bartholomaeus de Jongere, volgden als kunstschilders in zijn voetsporen. In 1518 en 1521 werd hij benoemd in de Rat der Vierundvierzig, een bestuursorgaan van de stad, en in 1549 en 1552 was hij gemeenteraadslid. Hij kon van zijn schilderkunst goed leven; in 1533 verwierf Bruyn twee huizen nabij de Sint-Albanuskerk in Keulen. Zijn vrouw overleed omstreeks 1550 en Bruyn overleed in 1555. Hoewel dat op 22 april werd ingeschreven in de Sint-Albanuskerk, is het onbekend of dit de datum van het overlijden of van de begrafenis was.
- Gemeinsame Normdatei: 118674935
- International Standard Name Identifier: 0000 0000 6674 576X
- Library of Congress Control Number: n86033709
- Nationale Bibliotheek van Israël: 987007456549205171
- Nederlandse Thesaurus van Auteursnamen: 07035572X
- RKD-Nederlands Instituut voor Kunstgeschiedenis: 13638
- LIBRIS: 179514
- Système universitaire de documentation: 226496953
- Union List of Artist Names: 500028449
- Virtual International Authority File: 3264584
- WorldCat: E39PBJyMjpvJxv444r3mv7XWXd